# Hermann Hirsch (Künstler)

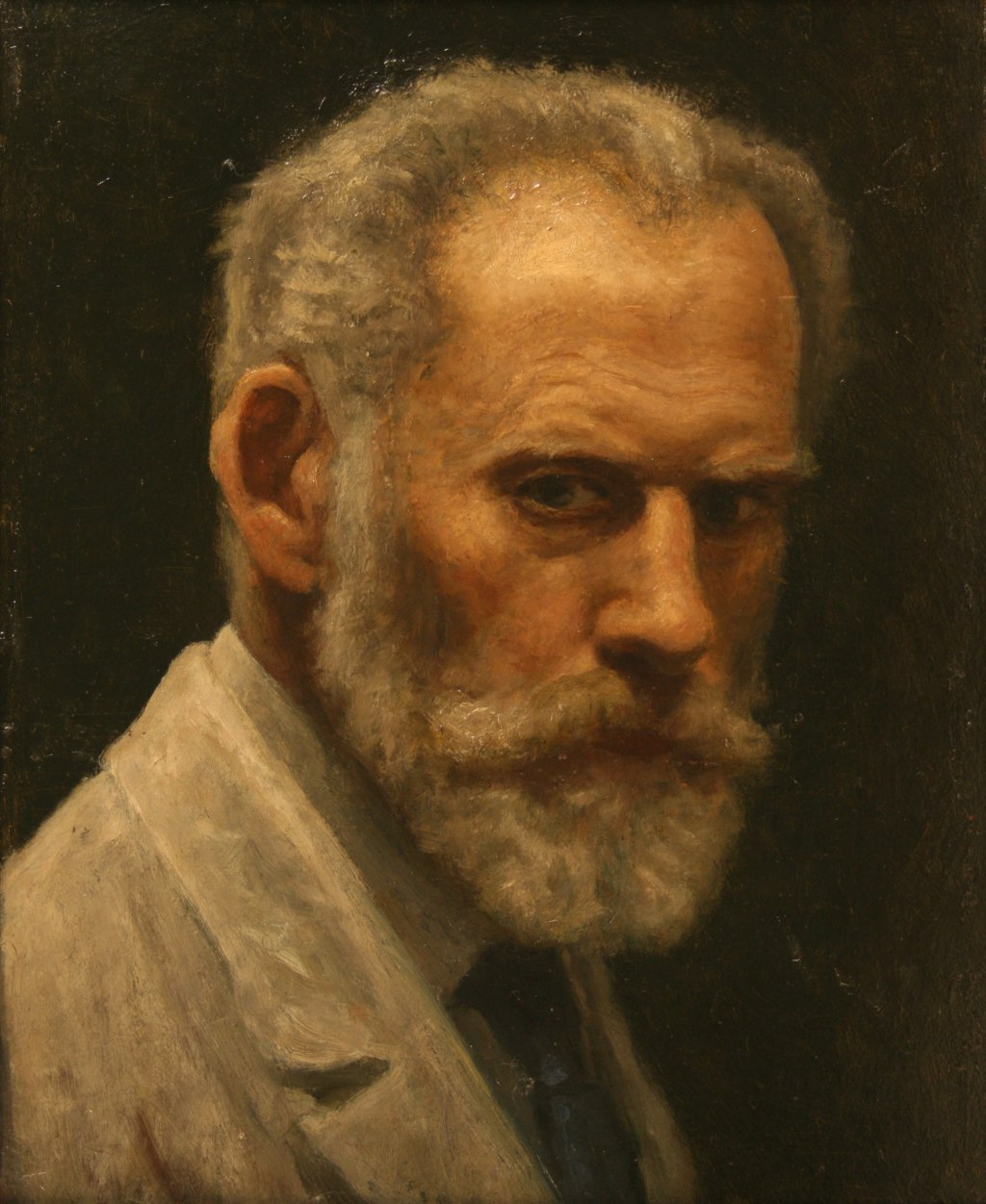
Hermann Hirsch, Selbstporträt, Mitte der 1920er Jahre

Hermann Hirsch (* 4. Juni 1861 in Rheydt; † 1. März 1934 in Göttingen) war ein deutscher Maler und Bildhauer. Er wurde als siebtes Kind einer jüdischen Familie in Rheydt, heute Mönchengladbach, geboren. Seine Schaffensperiode erstreckte sich von 1880 bis 1933.

## Leben
Hirsch besuchte ein Gymnasium in Köln bis 1874, bevor er eine Lehre als Holzzeichner und -stecher bei Richard Brend’amour in Düsseldorf antrat. Die Xylographische Anstalt Brend’amour war eine der führenden Firmen für Holzdruck im deutschen Kaiserreich. Sie belieferte auflagenstarke Zeitschriften.
Von 1881 bis 1885 wurde Hirsch an der Königlichen Akademie der Künste zu Berlin ausgebildet. 1886 besuchte er für ein Semester die Kunstakademie Düsseldorf. Dort waren Julius Roeting und Eduard Gebhardt seine Lehrer. Die Düsseldorfer Akademie verließ er „wegen Mittellosigkeit“. Von 1880 bis 1914 war wieder Berlin sein Lebensmittelpunkt. Dort war er bis 1914 Mitglied im Verein Berliner Künstler.
Erhaltene Werke aus dieser Zeit zeigen vor allem Familienmitglieder der weit verzweigten jüdischen Familie Hirsch. Von 1893 bis 1914 war Hirsch immer wieder auf den Großen Berliner Kunstausstellungen vertreten, eine öffentliche Anerkennung seiner Bilder blieb aber aus. Aus dieser Zeit (1880–1900) stammen Illustrationen für Zeitschriften, die Hermann Hirsch für die Berliner Niederlassung von Brend’amour anfertigte.
Erste Reisen führten ihn in den 1890er Jahren nach Italien. Von 1901 bis 1909 war er ordentliches Mitglied im Deutschen Künstlerverein in Rom. In der eigenen Familie galt er als weit gereist, Hinweise auf seine Aufenthalte in der Schweiz, Griechenland und auf Capri liefern allerdings nur die Motive seiner Bilder.
1918 übersiedelte Hirsch nach Bremke, einem kleinen Dorf in der Nähe von Göttingen. Künstlerisch orientierte er sich nach Göttingen, wo er an den Ausstellungen der Vereinigung Göttinger Kunstfreunde in den 1920er Jahren teilnahm. Diese Ausstellungen und vor allem seine Porträts Göttinger Akademiker (z. B. des späteren Nobelpreisträgers Max Born) begründeten seinen Ruf als führender Porträtist und Landschaftsmaler der Region.
1933 floh Hirsch vor dem handgreiflichen Antisemitismus aus Bremke nach Göttingen. Die Stadt bot zwar eine gewisse Anonymität, war aber seit Mitte der 1920er Jahre eine Hochburg des Nationalsozialismus. Bereits am 28. März 1933, gut einen Monat vor Hirschs Umzug, kam es in der Göttinger Innenstadt zu gewalttätigen Ausschreitungen gegen jüdische Einwohner und ihre Geschäfte. Hermann Hirsch harrte in dieser Atmosphäre noch zehn Monate aus, bevor er im Alter von 73 Jahren seinem Leben ein Ende setzte. Im Nachruf der liberalen Göttinger Zeitung stand, er sei „an der Härte des Schicksals zerbrochen.“

## Werk
Hermann Hirschs Werk umfasste Gemälde, Grafiken, Zeichnungen und Plastiken. Nur ein kleiner Teil davon ist lokalisiert. In Deutschland beherbergt einzig das Städtische Museum Göttingen Werke von Hirsch, sieht man von einer Grafik in der Stiftung Museum Schloss Moyland ab. Der überwiegende Teil seiner Werke befindet sich in Privatbesitz, zum kleineren Teil in Deutschland, zum größeren bei Hirschs emigrierter Verwandtschaft in Großbritannien, Südafrika und den USA.
Hermann Hirsch konzentrierte sich weitgehend auf die Porträt- und Landschaftsmalerei. Dabei ist im Verlauf seiner Karriere nicht unbedingt eine Abfolge von stilistischen Entwicklungen zu erkennen. Charakteristisch für Hirschs Œuvre ist eher ein Nebeneinander verschiedener Gestaltungsmodi.

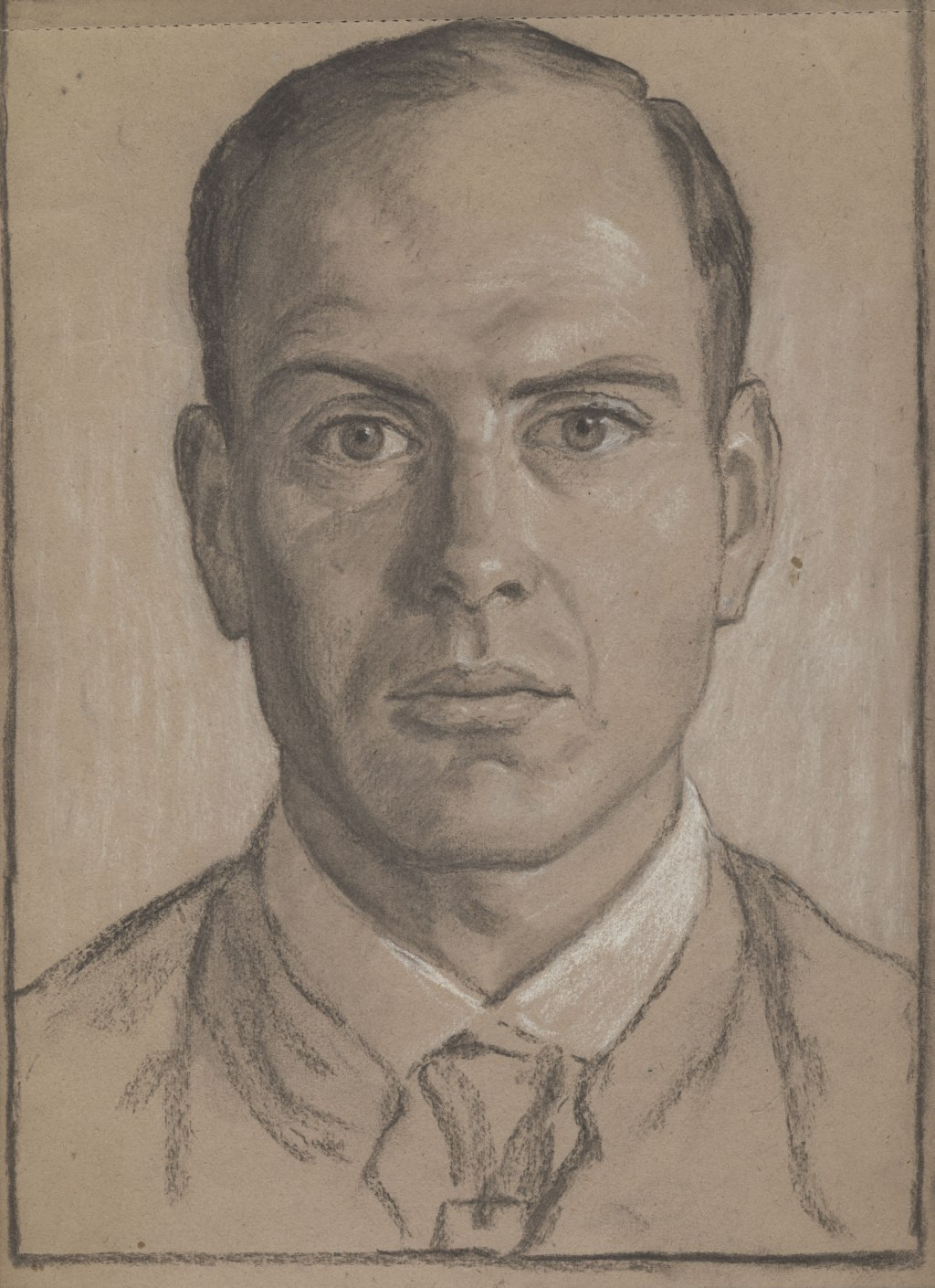
Hermann Hirsch, Anfang der 1920er Jahre, Porträt seines Großneffen Julius Philippson
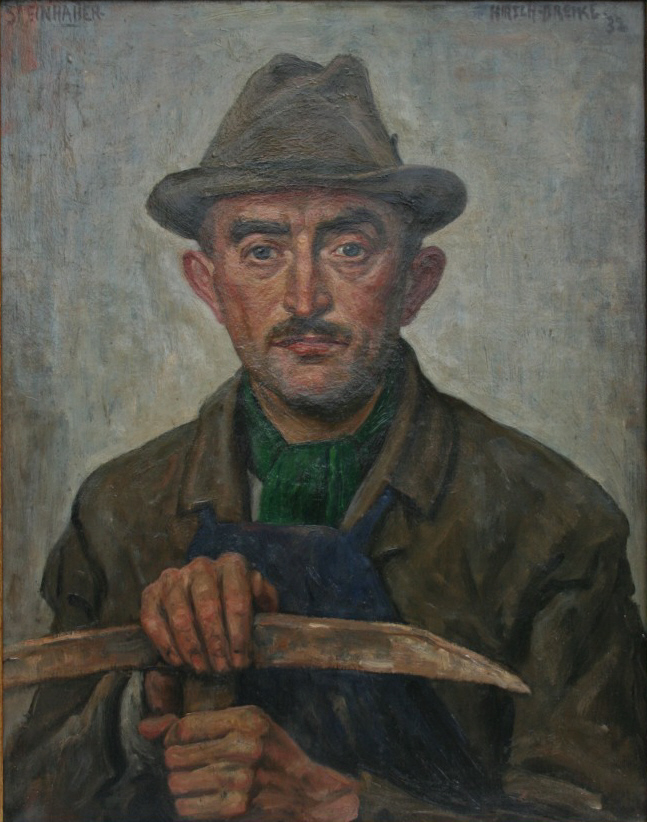
Hermann Hirsch, 1932, Porträt des Steinhauers Heinrich Rappe aus Bremke
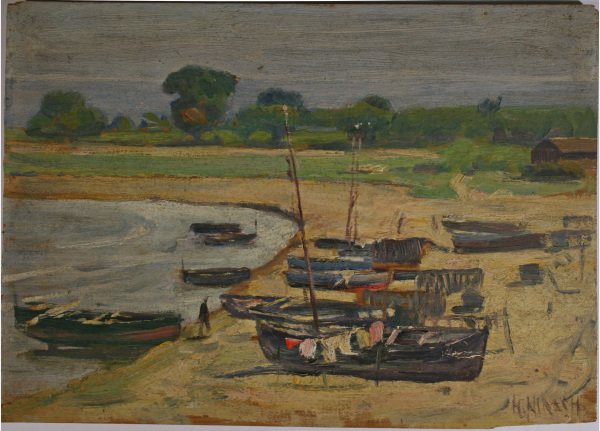
Hermann Hirsch, Hafen von Terracina

## Ausstellungen
- 1892: Ausstellung der Akademie der Künste zu Berlin (im Folgenden: AdK): Hirsch mit 2 Werken in der Abt. Oelgemälde: „Strike“, „Abend“
- 1893: Große Berliner Kunstausstellung der AdK: Hirsch mit 3 Werken in der Abt. Oelgemälde: „Es fiel ein Reif in der Frühlingsnacht“, „Herbsttag in der Mark“, „Im Sommer“, „Motiv aus Danzig“
- 1894: Große Berliner Kunstausstellung der AdK: Hirsch mit 2 Werken in der Abt. Gemälde: „Im Park“, „Frühlingsreigen“
- 1897: Große Berliner Kunstausstellung der AdK: Hirsch mit „Abendfriede“ in der Abt. Gemälde
- 1902: Teilnahme an einer Ausstellung des Deutschen Künstlervereins in Rom
- 1905: Große Berliner Kunstausstellung der AdK: Hirsch mit einer Radierung in der „Deutschen Schwarz-Weiß-Ausstellung“
- 1909: Ausstellung des Deutschen Künstlervereins in Rom – Hirsch mit italienischer Landschaft
- 1911: Große Berliner Kunstausstellung der AdK: Hirsch mit „Tänzerin“, Bronze
- 1912: Teilnahme an einer Ausstellung des Berliner Künstlerbundes mit 6 Werken, „Der Jüngling“, „Weiblicher Akt“ (Zeichnung), „Oberer Grindelwaldgletscher“, „Boot“, „Hafen“, „Weibliche Akte“
- 1912: Große Berliner Kunstausstellung der AdK: Hirsch mit drei Plastiken – „Jünglingskopf“, „weibliche Büste“, „Jung-Siegfried“
- 1913: Große Berliner Kunstausstellung der AdK: „Büste des Malers Gaede“, Plastik
- 1914: Große Berliner Kunstausstellung der AdK: Hirsch mit „Jüngling“, Bronze
- 1926: Vereinigung Göttinger Kunstfreunde – Ausstellung von Gemälden und Grafiken Hermann Hirsch-Bremke u. a.
- 1926: Weihnachtsausstellung des Vereinigung Göttinger Kunstfreunde, Porträts
- 1927: Weihnachtsausstellung der Vereinigung Göttinger Kunstfreunde mit vielen Porträts u. a. Bilder von Hirsch
- 1930: Einzelausstellung in der Göttinger Kunsthandlung Bleßmann im Dezember 1930
- 1932: Weihnachtsausstellung der Vereinigung Göttinger Kunstfreunde

Nach Hirschs Tod
- 1961: Gedenkveranstaltung und Ausstellung anlässlich der hundertsten Wiederkehr von Hermann Hirschs Geburtstag im Pavilion Pro-Art, Archeology and Folklore, „Bitan“ in Safad, Israel
- 1989: Sie waren und sind unsere Nachbarn. Spuren jüdischen Lebens in Mönchengladbach. Eine Ausstellung des Stadtarchivs Mönchengladbach – Burgvögtin Obermüller von Mühlheim
- 2009: Hermann Hirsch (1861–1934) – Ein jüdischer Maler in Göttingen. Ausstellung des Städtischen Museums Göttingen, 30. August 2009 – 10. Januar 2010